# Famille Dulliker
La famille Dulliker est une famille patricienne de Lucerne.

## Histoire
La famille est originaire de Dulliken.
La famille possède la mayorie de Sempach de 1527 à 1730.
Ulrich Dulliker est député au Grand Conseil lucernois à partir de 1523 et membre du Petit Conseil de 1536 à 1559.